# 삼총사 (2011년 영화)
《삼총사》(영어: The Three Musketeers)는 폴 W. S. 앤더슨이 감독한 2011년 시대극 액션 모험 영화로, 알렉상드르 뒤마의 동명 소설이 원작이다.

## 출연진
- 로건 러먼 - 다르타냥 역
- 밀라 요보비치 - 밀레디 드우인테르 역
- 매슈 맥패디언 - 아토스 역
- 레이 스티븐슨 - 포르토스 역
- 루크 에번스 - 아라미스 역
- 마스 미켈센 - 로슈포르 역
- 개브리엘라 와일드 - 콩스탕스 역
- 제임스 코든 - 플랑셰 역
- 주노 템플 - 오스트리아의 안 역
- 프레디 폭스 - 루이 역
- 틸 슈바이거 - 칼리오스트로 역
- 크리스토프 발츠 - 리슐리외 역
- 올랜도 블룸 - 버킹엄 공작 역